# MC5
MC5 sastav je nastao 1965. u gradu Lincoln Park kraj Detroita. Prozvali su se Motor City Five (po nadimku za grad Detroit), ali nedugo zatim skraćuju ime u MC 5.
Svog menagera i političkog vođu Johna Sinclaira upoznaju 1967. godine. Sinclair je bio jazz kritičar i vođa radikalne političke organizacije "White panthers"pa je usmjerio grupu prema free jazzu i političkim angažiranim tekstovima.
"White panthers" su se formirali po uzoru na crnačku radikalnu političku organizaciju "Black panthers". Cilj "White panthersa" je bio totalni napad na prevladavajuću kulturu putem seksa, droga i rock and rolla i borba protiv kapitalizma.
MC 5 nastupaju po demonstracijama i reputacija kao izvrsne live grupe se širi. Stoga diskografska kuća Elektra odlučuje da prvi album grupe bude snimljen uživo. Album prvijenac Kick out the Jams je snimljen u Detroit theatru 30. i 31. listopada 1968. godine. Album je objavljen iduće godine.
Kao uvod u drugu pjesmu na albumu se koristi poklič "Kick out the jams motherfucker" zbog kojih mnoge prodavaonice i radiostanice bojkotiraju grupu, što rezultira slabijom prodajom albuma, te im Elektra otkazuje suradnju.
Nakon raskida s Elektrom MC 5 potpisuju za Atlantic records. Također ostaju bez potpore svog menagera Sinclaira koji je dobio devet godina zatvora zbog posjedovanja dva jointa.
Njihov drugi album se zvao Back in the USA i bio je, u odnosu na Prvi album, čišćeg zvuka i melodičnijih kompozicija. Često su sastavi poput The Clash navodili upravo "Back in the USA" kao album što je utjecao na njih.
Treći album High time je bio spoj agresivnosti "Kick out the jams" i čistoće "Back in the USA", međutim i taj album je podbacio u prodaji pa Atlantic records prekida suradnju s grupom.
1972. grupa se raspada.

## Članovi
- Rob Tyner, pjevač
- Fred "The Sonic" Smith – gitara
- Wayne Kramer – gitara
- Michael Davis – bas-gitara
- Dennis Thompson – bubanj

## Diskografija

### Albumi
- Kick out the Jams, 1969.
- Back in the USA , 1970
- High Time, 1971.

### Kompilacije
- Babes in Arms, 1983. (kolekcija ranih singlova)
- The Big Bang!: Best of the MC5, 2000.
- Thunder Express, 1999. (snimano 1972.)
- Are You Ready To Testify?: The Live Bootleg Anthology, 2005.
- MC5/ The Motor City Five, 2017.

### Box Sets
- Purity Accuracy, 2004.

### Singlovi
- "I Can Only Give You Everything", 1967.
- "One of the Guys", 1967.
- "Looking at You", 1968.
- "Borderline", 1968.
- "Kick Out the Jams", 1969.
- "Motor City is Burning", 1969.
- "Tonight", 1969.
- "Shakin' Street", 1970.
- "The American Ruse", 1970.
- "Over and Over" / Sister Anne, 1971. (nikada nije službeno objavljena)

## Vanjske poveznice
Motor City 5 -  cjeloviti podaci o sastavu  Arhivirana inačica izvorne stranice od 15. rujna 2010. (Wayback Machine)